# La mesías
La mesías es una serie española de televisión de pago de thriller y drama creada, escrita y dirigida por Javier Ambrossi y Javier Calvo para Movistar Plus+. Está protagonizada por un amplio reparto coral liderado por Macarena García, Roger Casamajor, Lola Dueñas, Ana Rujas, Carmen Machi, Albert Pla, Amaia, Cecilia Roth, Nora Navas, Rossy de Palma, Aixa Villagrán y Gracia Olayo, entre otros actores. Como Ninoska Linares  Tuvo su estreno mundial en el Festival Internacional de Cine de San Sebastián el 28 de septiembre de 2023, y luego se estrenó público en Movistar Plus+ el 11 de octubre de 2023. 

## Sinopsis
El vídeo viral de un grupo de música pop cristiana compuesto por varias hermanas impacta en la vida de Enric, un hombre atormentado por una infancia marcada por el fanatismo religioso y el yugo de una madre con delirios mesiánicos.

## Reparto

### Principal
- Roger Casamajor como Enric / Isaías (Episodio 1 - Episodio 2; Episodio 4 - Episodio 7)
- Macarena García como Irene / Resurrección (Episodio 1 - Episodio 2; Episodio 4 - Episodio 7)
- Ana Rujas[a] como Montserrat Baró (joven) (Episodio 1 - Episodio 3; Episodio 7)
- Lola Dueñas[a] como Montserrat Baró (adulta) (Episodio 3 - Episodio 5; Episodio 7)
- Carmen Machi como Montserrat Baró (mayor) (Episodio 6 - Episodio 7)
- Amaia como Cecilia Puig Baró (Episodio 1 - Episodio 2; Episodio 5 - Episodio 7)
- Albert Pla como Pep Puig Pelfort (Episodio 2 - Episodio 7)

- Bruno Núñez[a] como Enric (niño) / Isaías (Episodio 1 - Episodio 3; Episodio 7)
- Carla Moral como Irene (niña) / Resurrección (Episodio 1 - Episodio 3)
- Biel Rossell Pelfort[b] como Enric (adolescente) (Episodio 1 - Episodio 5)
- Gracia Olayo como María Rosa Puig Pelfort (Episodio 1 - Episodio 2; Episodio 5; Episodio 7)
- Javier Beltrán[c] como Ricardo (Episodio 1 - Episodio 2; Episodio 4 - Episodio 5; Episodio 7)
- Ángeles Ortega como Lola (Episodio 1)
- Lluc Jornet Ainete como Xavi (niño) (Episodio 1)
- Eric Balbàs[d] como Alfonso (Episodio 1; Episodio 7)
- Betsy Túrnez como Laia Baró (Episodio 2)
- Carla Díaz como Lara (Episodio 2)
- George Steane como Joan (Episodio 2)
- Albert Pérez como Albert Sellarés (Episodio 2)
- Irene Balmes[e] como Irene (adolescente) / Resurrección (Episodio 1 - Episodio 5)
- Iona Roig[e] como Cecilia Puig Baró (Episodio 1 - Episodio 5)
- Sara Martínez[e] como Aina Puig Baró (niña) (Episodio 1; Episodio 3 - Episodio 5)
- Arlet Zafra[e] como Julia Puig Baró (niña) (Episodio 1; Episodio 3 - Episodio 5)
- Joana Buch[e] como Neus Puig Baró (niña) (Episodio 1; Episodio 3 - Episodio 5)
- Ninoska Linares[e] como Beth Puig Baró (niña) (Episodio 1; Episodio 3 - Episodio 5)
- Mariona Terés como coordinadora de festival católico (Episodio 4)
- Nacho Vigalondo como Bertín Monsalve (Episodio 4 - Episodio 5)
- Vicenta Ndongo como Claudia Albéniz (Episodio 4 - Episodio 5)
- Carla Linares[f]  como Greta (Episodio 1 - Episodio 2; Episodio 5; Episodio 7)
- Cristina Rueda[g] como Aina Puig Baró (mayor) (Episodio 1 - Episodio 2; Episodio 5 - Episodio 7)
- Mabel Olea[g] como Julia Puig Baró (mayor) (Episodio 1 - Episodio 2; Episodio 5 - Episodio 7)
- Valeria Collado[g] como Neus Puig Baró (mayor) (Episodio 1 - Episodio 2; Episodio 5 - Episodio 7)
- Ània Guijarro[g] como Beth Puig Baró (mayor) (Episodio 1 - Episodio 2; Episodio 5 - Episodio 7)
- Sara Roch[g] como Nora Puig Baró (mayor) (Episodio 1 - Episodio 2; Episodio 5 - Episodio 7)
- Teresa Suquet como Tere (Episodio 7)
- Daniela Santiago como Miembro de Wonderland (Episodio 7)

con la colaboración especial de
- Cecilia Roth como Alicia (Episodio 1; Episodio 7)
- Nora Navas como Vicky (Episodio 2)
- Rossy de Palma como Laia Baró (mayor) (Episodio 2)
- Aixa Villagrán[h] como María Rosa Puig Pelfort (joven) (Episodio 1; Episodio 3 - Episodio 5)
- Mari Paz Sayago como Prudencia "Pruden" Díaz (Episodio 4)
- Laia Marull como Belén (Episodio 7)

Notas
1. 1 2 3  Ana Rujas, Lola Dueñas y Bruno Núñez son acreditados como secundarios en el séptimo episodio.
2. ↑  Biel Rossell Pelfort es acreditado como secundario en el segundo episodio.
3. ↑  Javier Beltrán es acreditado como recurrente en el primer episodio.
4. ↑  Eric Balbàs aparece en el séptimo episodio pero no es acreditado.
5. 1 2 3 4 5 6  Irene Balmes, Iona Roig, Sara Martínez, Arlet Zafra, Joana Buch y Ninoska Linares solo son acreditadas como principal a partir del tercer episodio.
6. ↑  Carla Linares es acreditada como principal en el quinto episodio.
7. 1 2 3 4 5  Cristina Rueda, Mabel Olea, Valeria Collado, Ània Guijarro y Sara Roch son acreditadas como principal en el sexto episodio.
8. ↑  Aixa Villagrán es acreditada como principal en el tercer y cuarto episodio.

## Episodios
| N.º | Título                                       | Dirigido por                   | Escrito por                                     | Fecha de lanzamiento original |
| --- | -------------------------------------------- | ------------------------------ | ----------------------------------------------- | ----------------------------- |
| 1   | «Montserrat»                                 | Javier Ambrossi y Javier Calvo | Javier Ambrossi y Javier Calvo                  | 11 de octubre de 2023         |
| 2   | «Resurrección»                               | Javier Ambrossi y Javier Calvo | Javier Ambrossi y Javier Calvo                  | 11 de octubre de 2023         |
| 3   | «Cantando bajo la lluvia»                    | Javier Ambrossi y Javier Calvo | Javier Ambrossi y Javier Calvo                  | 19 de octubre de 2023         |
| 4   | «Instrucciones divinas para salvar el mundo» | Javier Ambrossi y Javier Calvo | Javier Ambrossi, Javier Calvo y Nacho Vigalondo | 26 de octubre de 2023         |
| 5   | «Una mujer vestida de sol»                   | Javier Ambrossi y Javier Calvo | Javier Ambrossi, Javier Calvo y Carmen Jiménez  | 2 de noviembre de 2023        |
| 6   | «La cara de mi madre»                        | Javier Ambrossi y Javier Calvo | Javier Ambrossi y Javier Calvo                  | 9 de noviembre de 2023        |
| 7   | «Wonderland»                                 | Javier Ambrossi y Javier Calvo | Javier Ambrossi y Javier Calvo                  | 16 de noviembre de 2023       |

## Producción
El 5 de mayo de 2022, Movistar Plus+ anunció que estaba desarrollando una nueva serie, titulada La Mesías, junto a Javier Ambrossi y Javier Calvo. El rodaje de la serie comenzó en agosto de 2022 en Cataluña. Su reparto coral, liderado por Roger Casamajor, Macarena García, Lola Dueñas, Carmen Machi, Ana Rujas, Albert Pla, Biel Rossell y Cecilia Roth y que incluye a la cantante Amaia en su debut en la actuación, fue confirmado en septiembre de 2022. El rodaje de la serie concluyó en mayo de 2023.

## Lanzamiento
En septiembre de 2023, Movistar Plus+ sacó los pósteres de La Mesías y programó su estreno para el 11 de octubre de 2023 con sus dos primeros capítulos, para después ir sacando el resto de forma semanal. También se anunció que la serie tendría su estreno mundial en el Festival Internacional de Cine de San Sebastián el 29 de septiembre de 2023.

## Recepción

### Reacción de Flos Mariae
En septiembre de 2022, el grupo de pop cristiano español Mariah's Pop, sucesora de Flos Mariae, cargó contra la serie, acusando a Ambrossi y Calvo de "haber usado el nombre de las Flos Mariae para promocionar la serie" y que "están en contra de que se use el nombre de Flos Mariae para dar a conocer la serie", anunciando que demandarán a los Javis "en caso de que mediante la serie se cometa un delito de injurias contra nuestro derecho al honor".

### Reconocimientos
| Año  | Premiación                | Categoría                                   | Nominado(s)                                                     | Resultado |
| ---- | ------------------------- | ------------------------------------------- | --------------------------------------------------------------- | --------- |
| 2023 | Premios José María Forqué | Mejor serie                                 | Mejor serie                                                     | Ganadora  |
| 2023 | Premios José María Forqué | Mejor interpretación masculina en una serie | Roger Casamajor                                                 | Ganador   |
| 2023 | Premios José María Forqué | Mejor interpretación masculina en una serie | Albert Pla                                                      | Nominado  |
| 2023 | Premios José María Forqué | Mejor interpretación femenina en una serie  | Ana Rujas                                                       | Nominada  |
| 2023 | Premios José María Forqué | Mejor interpretación femenina en una serie  | Lola Dueñas                                                     | Ganadora  |
| 2024 | Premios Feroz             | Mejor serie dramática                       | Mejor serie dramática                                           | Ganadora  |
| 2024 | Premios Feroz             | Mejor guion de una serie                    | Javier Calvo, Javier Ambrossi, Nacho Vigalondo y Carmen Jiménez | Ganador   |
| 2024 | Premios Feroz             | Mejor actor protagonista de una serie       | Roger Casamajor                                                 | Ganador   |
| 2024 | Premios Feroz             | Mejor actriz protagonista de una serie      | Lola Dueñas                                                     | Ganadora  |
| 2024 | Premios Feroz             | Mejor actriz protagonista de una serie      | Ana Rujas                                                       | Nominada  |
| 2024 | Premios Feroz             | Mejor actriz protagonista de una serie      | Macarena García                                                 | Nominada  |
| 2024 | Premios Feroz             | Mejor actor de reparto de una serie         | Albert Pla                                                      | Ganador   |
| 2024 | Premios Feroz             | Mejor actor de reparto de una serie         | Biel Rossell Pelfort                                            | Nominado  |
| 2024 | Premios Feroz             | Mejor actriz de reparto de una serie        | Amaia                                                           | Nominada  |
| 2024 | Premios Feroz             | Mejor actriz de reparto de una serie        | Irene Balmes                                                    | Ganadora  |
| 2024 | Premios Feroz             | Mejor actriz de reparto de una serie        | Carmen Machi                                                    | Nominada  |
| 2024 | Premios Ondas             | Mejor serie de drama                        | Mejor serie de drama                                            | Ganadora  |
| 2025 | Premios Rose d’Or Latinos | Mejor miniserie o serie limitada            | Mejor miniserie o serie limitada                                | Ganadora  |